# Импилахти
И́мпила́хти (карел. Imbilahti, фин. Impilahti, швед. Impilax; устар. рус. Имбиляхта или Импилакс) — посёлок в Питкярантском районе Республики Карелия, являлся административным центром упразднённого в 2023 году Импилахтинского сельского поселения.

## Географические сведения
Расположен в 27 км к северо-западу по автодороге от города Питкяранта, на берегу одноимённого залива Ладожского озера.

## История
Наиболее ранние сведения об Импилахти относятся к XVI веку. В переписной окладной книге Водской пятины 1500 года в описании Никольского Сердовольского погоста Новгородской земли упоминаются следующие населённые пункты в районе нынешнего посёлка:
- «деревня Имбилакша на Инбинском наволоке у Ладожского озера в лахте» (3 двора) — в Островской переваре;
- «деревня Имбилакша ж над Лахтою» (1 двор) — в Островской переваре;
- «деревня Гунушково на Инбинском наволоке» (4 двора) — в Арендежской переваре;
- «деревня Инбилакша» (2 двора) — в Кересюрской переваре;
- «деревня на Имбильском наволоке» (4 двора) — в Ундояльской переваре;
- «деревня Имбилакша у Ладожского озера в Лахте» (1 двор).

Первые пять деревень на момент описания принадлежали карельскому наместнику. Последняя относилась к владениям Валаамского монастыря.
В 1617 году, по условиям Столбовского мирного договора, Импилахти вместе с остальной территорией Корельского уезда вошло в состав Швеции.
В 1721 году по Ништадтскому мирному договору посёлок был возвращён в состав Российской империи. С 1744 года — в составе Выборгской губернии, которая в 1811 году стала частью Великого княжества Финляндского.
В 1870 в городе была открыта школа. С 1873 действовал лесопильный завод . В 1932 была окончена железная дорога Ляскеля — Питкяранта; она прошла в трех километрах от церкви (не сохранилась).
С 1917 года Импилахти — в составе получившей независимость Финляндии.
После окончания советско-финской войны (1939—1940) посёлок был передан СССР, 9 июля 1940 года вошёл в состав Питкярантского района Карело-Финской ССР.
В период советско-финской войны (1941—1944) с июля 1941 года по сентябрь 1944 года населённый пункт был занят финскими войсками, в посёлке располагался лагерь для советских военнопленных № 10.
Указом Президиума Верховного Совета Карело-Финской ССР от 30 декабря 1944 года Импилахти был отнесён к категории рабочих посёлков; в 1991 году вновь преобразован в сельский населённый пункт.
С 23 мая 1957 года входил в состав Сортавальского района (с 1 февраля 1963 года по 12 января 1965 года — в составе Приладожского сельского района), с 30 декабря 1966 года — вновь в составе Питкярантского района.

## Население
| 1959 | 1970 | 1979 | 1989 | 2002 | 2009 | 2010 |
| ---- | ---- | ---- | ---- | ---- | ---- | ---- |
| 1962 | ↘755 | ↗866 | ↗948 | ↘818 | ↘657 | ↗703 |
| 2013 |      |      |      |      |      |      |
| ↘664 |      |      |      |      |      |      |

## Транспорт
Вблизи посёлка существовала упразднённая железнодорожная станция на 33 км железнодорожной линии Янисъярви — Лодейное Поле.

### Промышленность
В Импилахти есть форелевое хозяйство, швейная фабрика и предприятие по производству строительных материалов. С 2003 по 2022 год в посёлке работала лесопилка, принадлежащая Stora Enso.

## Достопримечательности
В посёлке находятся памятники истории:
- Братская могила советских воинов-десантников 99-й гвардейской стрелковой дивизии (37-й гвардейский корпус, 7-я армия Карельского фронта), погибших в годы Советско-финской войны (1941—1944)[13]. В могиле захоронено 159 воинов[14].
- Кладбище советских военнопленных (1941—1944). Захоронено 36 военнопленных, погибших в Импилахтинском концентрационном лагере с ноября 1941 по март 1944 года[14].
- Кладбище финских воинов (1939—1944)

## Известные жители
Ахола-Вало, Александр — финский художник.

## Улицы Импилахти
- Болотная ул.
- Вокзальная ул.
- Зелёная ул.
- Комсомольская ул.
- Ладожская ул.
- Лесная ул.
- Новая ул.
- Пионерская ул.
- Садовый пер.
- Советская ул.
- Сортавальское ш.
- Чекистов ул.
- Школьная ул.